# Mandragore
Mandragora officinarum
Pour les articles homonymes, voir Mandragore (homonymie).
Espèce
Classification APG III (2009)
La mandragore ou mandragore officinale (Mandragora officinarum) est une espèce de plantes à fleurs de la famille des solanacées. C'est une plante herbacée vivace, des pays du pourtour méditerranée. Voisine de la belladone, cette plante, riche en alcaloïdes aux propriétés hallucinogènes, est entourée de nombreuses légendes, les anciens lui attribuant des vertus magiques extraordinaires.

## Noms

### Nom scientifique
Dans la première édition de Species Plantarum en 1753, Linné ne reconnaît qu'une espèce de mandragore qu'il nomme Mandragora officinarum. Mais dans des publications ultérieures (1759, 1762), en raison de sa ressemblance avec la belladone (Atropa belladonna), il change d'avis et la dénomme Atropa mandragora. Au XIXe siècle et au début du XXe siècle, les botanistes ont multiplié les descriptions de nouvelles espèces et sous-espèces du genre Mandragora. La tendance ne s'est inversée qu'après 1950 et a abouti en 1998, avec la révision du genre Mandragora proposée par Ungricht et al., à un genre ne comprenant que trois espèces : la Mandragore officinale (M. officinarum L.), la mandragore sino-himalayenne (M. caulescens C. B. Clarke) et une mandragore très localisée dans le Turkménistan, Mandragora turcomanica Mizg.

### Étymologie
Le terme français de « mandragore » vient du latin mandragoras, lui-même tiré du grec μανδραγόρας (mandragóras). Ces trois termes désignent la même plante dans ces différentes langues. L'étymologie du mot grec est obscure. Pour certains, le grec « mandragoras » viendrait du nom de la mandragore en assyrien nam. tar. ira, morphologiquement « la drogue (mâle) de Namta », Namta étant un démon pestilentiel provoquant des maladies. Pour d'autres, l'origine viendrait du sanskrit mandros signifiant « sommeil » et agora signifiant « substance ».

### Synonymes
- Voir aussi Wikispecies.

| Atropa mandragora L., 1759, nom. illeg.     | Mandragora foemina Garsault, 1764.           |
| Mandragora mas Garsault, 1764.              | Mandragora acaulis Gaertn., 1791.            |
| Atropa humilis Salisb., 1796.               | Atropa acaulis Stokes, 1812.                 |
| Mandragora autumnalis Bertol., 1820.        | Mandragora vernalis Bertol., 1824.           |
| Mandragora praecox Sweet, 1827.             | Mandragora neglecta G. Don ex Loudon, 1830.  |
| Mandragora microcarpa Bertol., 1835.        | Mandragora haussknechtii Heldr. 1886.        |
| Mandragora ×hybrida Hausskn. & Heldr. 1886. | Mandragora hispanica Vierh. in Osterr. 1915. |

## Propriétés

### Description

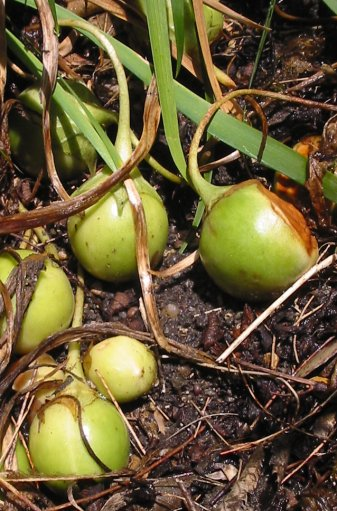
Fruits

La mandragore méditerranéenne présente un important contraste entre la touffe et la racine. La plante, haute d'une trentaine de centimètres, dégage une odeur très forte. C'est une herbacée banale, pratiquement sans tige.
La racine, brune à l'extérieur, blanche à l'intérieur, est du type pivotant, est souvent lignifiée et peut atteindre après plusieurs années des dimensions impressionnantes (jusqu'à 60 à 80 centimètres et plusieurs kilogrammes). Sa forme souvent anthropomorphe (ses ramifications lui donnant une vague apparence humaine, avec un tronc, des jambes et même — en étant imaginatif — une tête et un sexe), est à l'origine de nombreuses légendes. On parlait autrefois de racines « mâles » et « femelles », mais cela ne correspond pas à une réalité botanique, la plante n'étant pas dioïque. Les vieux sujets peuvent s'enfoncer à plus d'un mètre dans la terre et sont donc difficiles à arracher.
Les feuilles sont grandes (au maximum 45 cm de long), elliptiques à obovales, molles, de forme et de taille très variables. Elles ont un limbe entier à bord sinueux et sont étalées en rosette sur le sol.
La fleur a une corolle formée de cinq pétales soudés à la base (campanulée) de 12-65 mm de long, de couleur blanc verdâtre, bleutée ou violette. Les 5 étamines sont fixées à la partie inférieure de la corolle. La floraison se fait de septembre à avril, suivant l'abondance des pluies. Pour Ungricht et coll. « Il est évident qu'il n'y a véritablement qu'une période étendue d'activité reproductive allant de l'automne au printemps. En fait, c'est seulement durant les mois les plus chauds de l'été que le cycle s'interrompt. Lorsque les conditions sont favorables, le même individu peut fleurir deux fois dans l'année, comme l'attestent les annotations des herbiers, en particulier des formes cultivées dans les jardins botaniques ». Il faut donc renoncer à la distinction faite par Sprengel en 1825, entre une mandragore de printemps (M. vernalis) et une autre d'automne (M. automnalis).
La mandragore donne naissance à des baies jaunes ou rouges à maturité, de trois à cinq centimètres de diamètre, globuleuses à ellipsoïdes. Ces fruits juteux sont comestibles en quantité modérée. Les graines de 2,5 à 6 mm de long, sont réniformes, jaunes à brun clair.

### Distribution
La mandragore est originaire du bassin méditerranéen : Afrique du Nord : Algérie, Maroc, Tunisie ; Europe méridionale (Italie, Grèce, ex-Yougoslavie, Espagne, Portugal) et Proche-Orient (Palestine, Israël, Jordanie, Liban, Syrie, Turquie, Chypre). On ne la trouve ni en France continentale, ni en Corse. Elle croît dans les bois ouverts, les oliveraies, les jachères, les bords de routes et les ruines. Cette plante est devenue très rare, même dans son aire d'origine. Les populations sont dispersées dans le domaine et certaines sont même vulnérables, comme celles du nord de l'Italie.

### Culture
La mandragore demande pour se développer un sol profond, non pierreux, frais, sans être excessivement humide. Le sol doit être extrêmement riche, un compost de feuilles et de fumier très décomposé par exemple. L'exposition doit être ensoleillée.
Les semis se font en automne, dans des pots suffisamment hauts, ou en pleine terre ; le substrat doit rester frais, et la germination, pas toujours facile, a lieu en mars l'année d'après. La plante rentre en repos en juin et juillet, toutes les feuilles disparaissent alors (il faut impérativement marquer l'emplacement des plantes dans le cas d'une plantation en pleine terre).
Un moyen efficace de faire germer les graines consiste à les stratifier, en les plaçant simplement dans le bac à légumes d'un réfrigérateur trois jours avant le semis. Cela permet aussi de les semer en début d'année avec pratiquement 100 % de germination.

### Propriétés pharmacologiques
Les analyses des différentes parties de la mandragore méditerranéenne ont donné les alcaloïdes tropaniques :
Les alcaloïdes sont pour la plupart des esters d'un alcool tropanique et d'un acide. L'alcool tropanique peut être : le tropanol ou le scopanol (= scopoline), un tropanol époxydé c'est-à-dire avec un pont oxygène. Ces alcaloïdes ont la propriété de se transformer assez facilement les uns en les autres.
Il a été trouvé :
R, S-hyoscyamine (atropine), 0,2 %, la plus grande concentration d'atropine se trouve dans la racine durant la floraison (Bekkouche at al 1994),
hyoscyamine, norhyoscyamine,
apotropine, belladonnines (présentes dans la racine sèche mais non décelées dans la racine fraiche), scopolamine (ou L-hyoscine), scopanol,
3α-tigloyloxytropine, 3,6-ditigloyloxytropane,
calystégines A3, A5, B1, B2,B3, B4, C1 (plus concentrés dans les feuilles que dans les racines)
- autres alcaloïdes :

cuscohygrine (=mandragorine), composé présent chez les daturas, belladone et dans la feuille de coca
- coumarines

herniarine, ombelliférone, angelicine, scopolétine, scopoline, acide chlorogénique
- composés volatils des fruits

butyrate d'éthyle 22 % (odeur d'ananas),
hexanol 9 % (à l'arôme herbacé),
acétate d'hexyle 7 % (odeur fruité, de fines herbes),
composés soufrés, 7 %
| Esters          | Esters  | Esters                                                    |
| Nom             | Formule | Description                                               |
| --------------- | ------- | --------------------------------------------------------- |
| (-)-Hyoscyamine |         | Ester de tropane-3-α-ol et d'acide(-)-tropique            |
| Norhyoscyamine  |         | Ester de 3-α-nortropane et d'acide tropique               |
| Apotropine      |         | Ester de tropane-3-α-ol et d'acide apotropique            |
| Scopolamine     |         | Ester de scopanol et d'acide tropique                     |
| Belladonnine    |         |                                                           |
| Autre alcaloïde |         |                                                           |
| Cuscohygrine    |         | 2-Propanone, 1,3-bis(1-methyl-2-pyrrolidinyl)-, (R*, S*)- |

La plante est riche en alcaloïdes psychotropes (environ 0,4 % d'alcaloïdes totaux) et autres composants nocifs. Ces substances parasympatholytiques entraînent notamment une mydriase et des hallucinations suivies d'une narcose. Il s'agit d'atropine, de scopolamine (premier sérum de vérité), et surtout d'hyosciamine. En théorie, ces molécules peuvent être à l'origine d'une intoxication mortelle.
Diverses présentations sont décrites pour l'utilisation de cette plante. Le suc est extrait de la tige, des feuilles ou du fruit ; la racine est débitée en rondelles et présentée sous forme d'alcoolat dans du vin de miel ; les fruits peuvent être consommés séchés. De multiples vertus thérapeutiques lui sont attribuées.

## Histoire

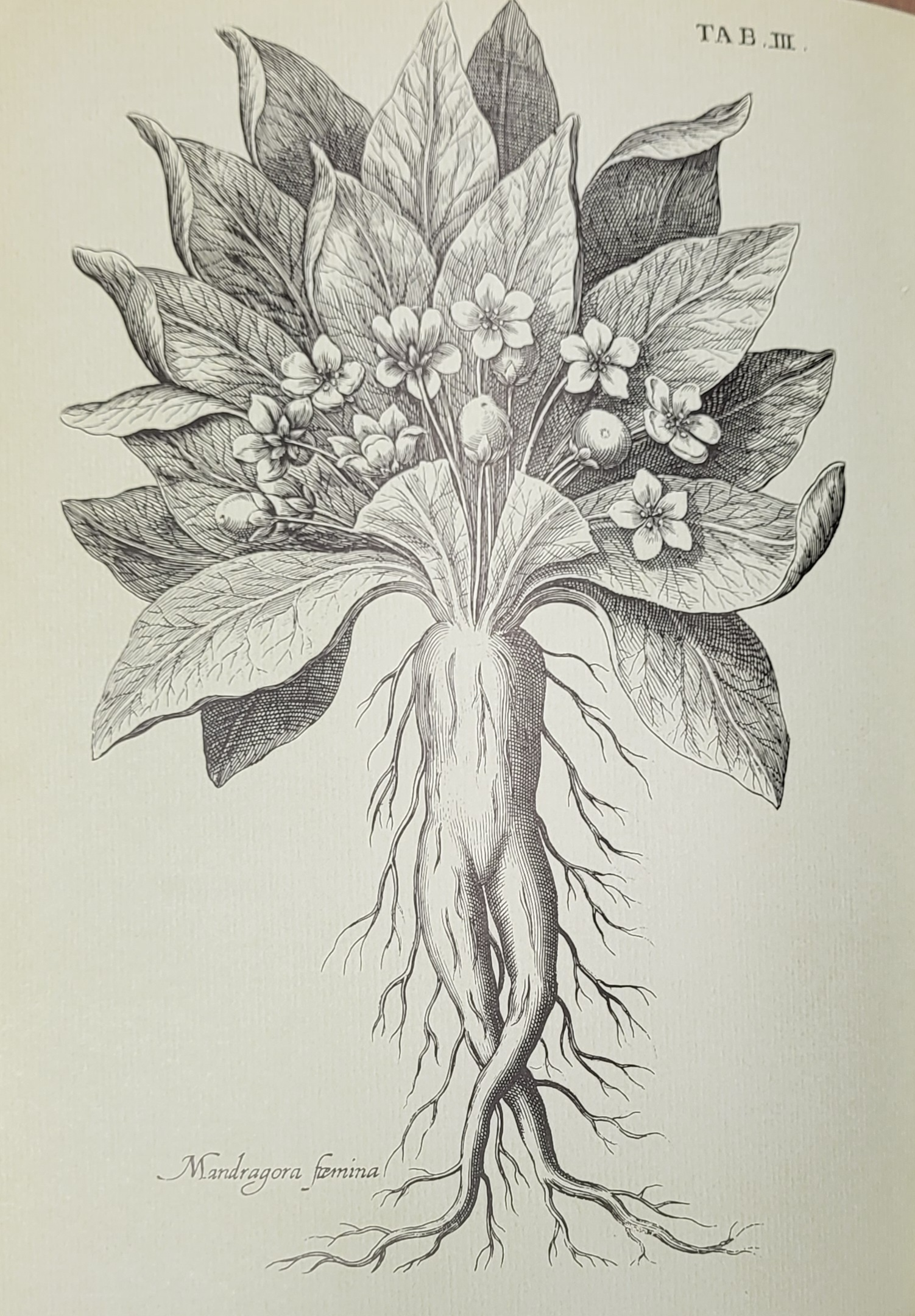
Gravure de Mandragora, XVIIIème

Par sa composition chimique, elle est notamment sédative et narcotique, antispasmodique, anti-inflammatoire (en cataplasme), hypnotique et hallucinogène. Elle présente des propriétés aphrodisiaques lui conférant une vertu fertilisante, et des propriétés sédatives dont Platon parle dans La République,
Dans le calendrier républicain français, le 21e jour du mois de ventôse, est officiellement dénommé « jour de la Mandragore ».
Les effets hallucinogènes remarquables de la plante, ainsi que la capacité qu'ont ses principes actifs de pouvoir aisément traverser la peau et de passer dans la circulation sanguine, expliquent certainement pourquoi les sorcières du Moyen Âge, qui s'enduisaient les muqueuses et les aisselles à l'aide d'un onguent à base de mandragore, entraient en transe. La plante était également utilisée par les guérisseuses, notamment pour faciliter les accouchements, mais aussi contre les morsures de vipère. On trouve à partir du IXe siècle dans la littérature médicale la description de narcose par inhalation d'une « éponge soporifique ». Une série de recettes allant du IXe au XVIe siècle et provenant de divers pays nous sont parvenues. La plupart se trouvent dans des manuels de chirurgie ou dans des antidotaires. L'antidotaire de Bamberg, Sigerist comporte de l'opium, de la mandragore, de la ciguë aquatique (cicute) et de la jusquiame. Au XIIe siècle, à l’école de médecine de Salerne, Nicolas de Salerne (Nicolaus Praepositus), pronait aussi dans son Antidotarium l'usage d'une éponge soporifique (spongia soporifera) dans certaines opérations chirurgicales.
En 1680, la mandragore est retrouvée dans la composition du baume Tranquille (du nom du cordonnier qui l'aurait inventé) pour les rhumatismes. Elle est associée à d'autres solanacées toxiques : la jusquiame noire, la belladone, la morelle et la stramoine. La formule ayant évolué au fil des siècles, la mandragore n'est plus présente dans la version du codex de 1949. La mandragore est utilisée dans la médecine anthroposophique où elle apparaît dans une pommade contre les douleurs musculaires et dans le Rheumadoron, une dilution homéopathique contre les rhumatismes.

## La mandragore dans la culture

### Histoire des croyances

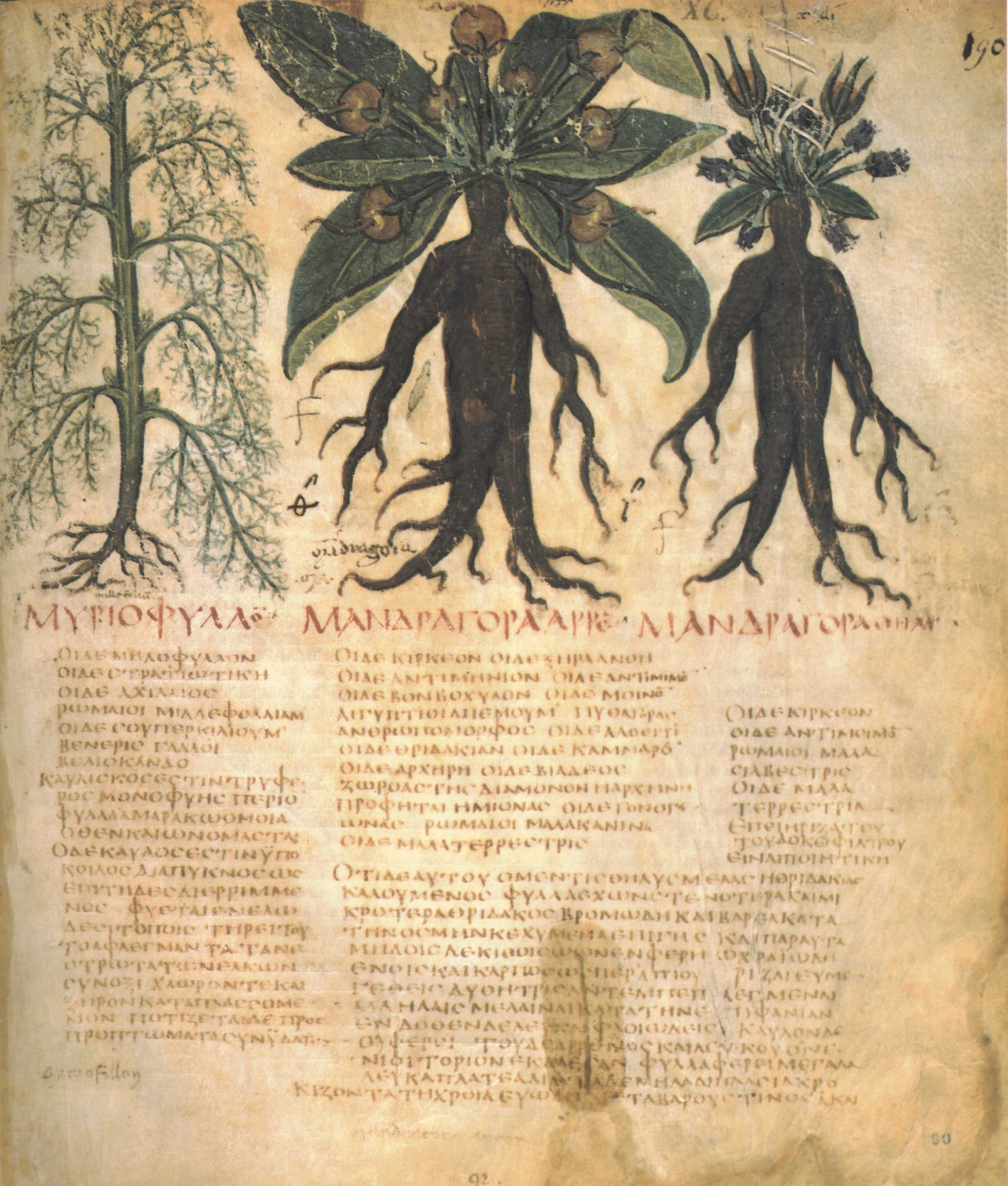
Mandragores mâle et femelle. Manuscrit Dioscurides neapolitanus, Biblioteca Nazionale di Napoli, début du VIIe siècle.

En raison de la forme anthropomorphe (vaguement humaine) de sa racine et de ses composés alcaloïdes psychotropes, la mandragore a été associée depuis l'Antiquité à des croyances et des rituels magiques.

#### Ancienne Égypte et Proche-Orient
Une plante représentée sur le trône de Toutânkhamon pourrait être une mandragore mais cette plante n'étant pas indigène en Égypte, il aurait fallu qu'elle y soit cultivée. Il existe une longue tradition, remontant au Moyen Âge, consistant à identifier à la mandragore une plante citée dans la Bible, sous le nom de dudaim.
Dans le trentième chapitre de la Genèse (compilée vers -440), il est fait mention d'une plante appelée dûda'îm dans le texte hébreu. Léa, la première épouse de Jacob, avait cessé d'enfanter. Ruben, leur fils aîné, rapporte à sa mère des dûda'îm. Rachel, sœur de Léa, seconde épouse et la préférée de Jacob, demande à sa sœur de les lui donner. Celle-ci n'accepte qu'en échange de passer la nuit avec Jacob, à quoi Rachel consent. Léa concevra cette nuit-là et donnera plus tard naissance à Issachar en disant que Dieu lui a donné son salaire »,.
Le terme de Dûda'îm pose toujours le problème de sa traduction aux herméneutes, en raison de sa proximité avec David, DWD, Doud, « bien-aimé » 

#### Antiquité

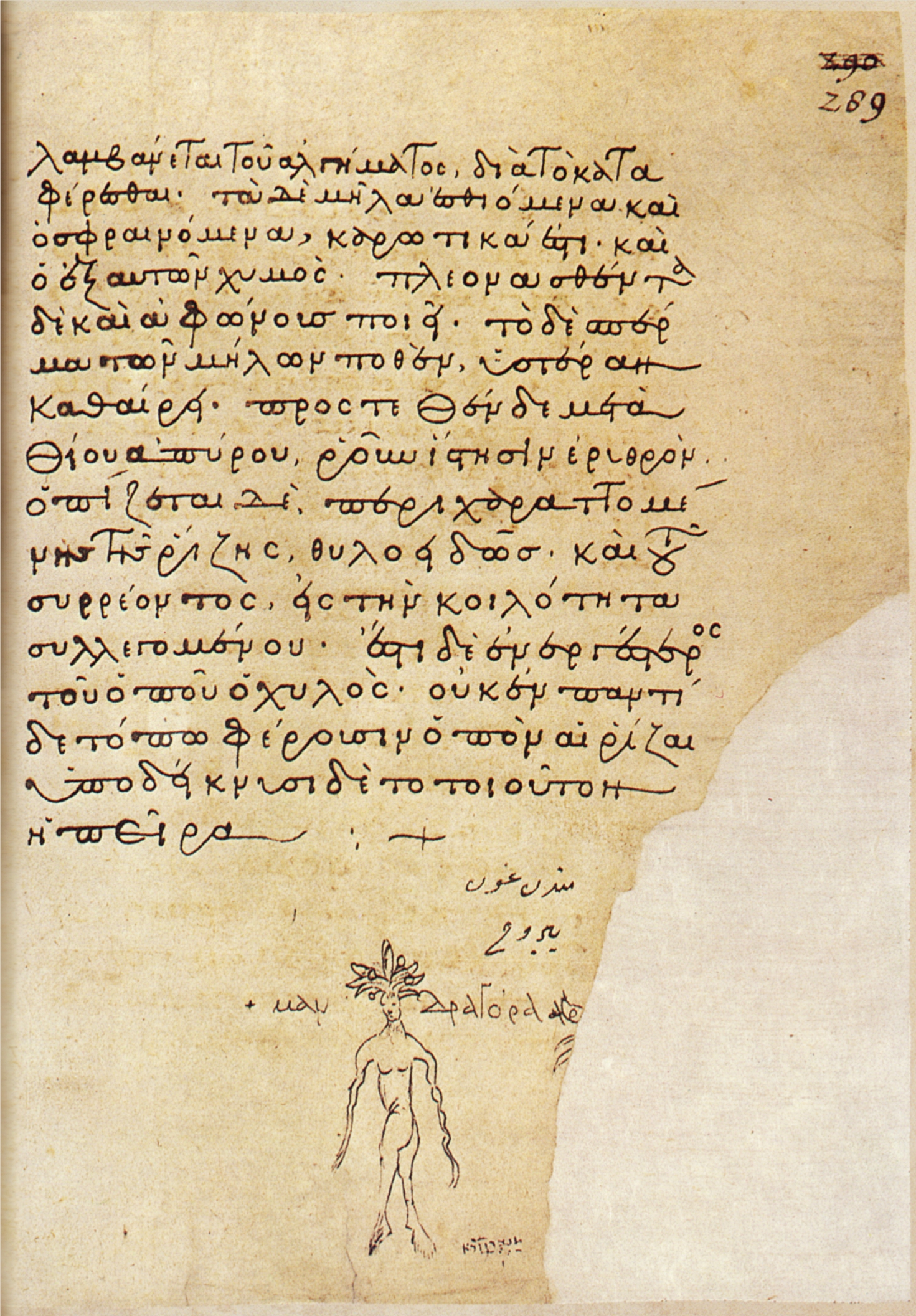
La mandragore, Dioscoride de Vienne, VIe siècle.

Les médecins grecs prescrivaient la mandragore contre la mélancolie et la dépression. Hippocrate, au Ve siècle av. J.-C., conseillait « Aux gens tristes, malades et qui veulent s'étrangler, faites prendre le matin en boisson la racine de mandragore à dose moindre qu'il n'en faudrait pour causer le délire ».
Au rapport de son élève Xénophon, Socrate parle déjà des effets sédatifs de la plante,, ; Théophraste, élève d’Aristote, rapporte que la racine traite les maladies de peau et la goutte et que les feuilles sont efficaces pour soigner les blessures. Ses propriétés sédatives étaient connues puisqu’il dit qu’elle est bonne pour le sommeil,,.
Sur le site turc de l'antique Magnésie du Méandre, des fouilles ont dévoilé un espace réservé, dans le stade de la cité, aux préparateurs de potions à base de mandragore, qu'ils fournissaient aux athlètes. Au Ier siècle de notre ère, le médecin grec Dioscoride en donne une description : « Il y a une espèce femelle, noire qui est appelée tridakias, qui a des feuilles plus étroites et plus petites que la laitue, d'une odeur puante et forte, étendues sur le sol, ainsi que des « pommes » semblables à celles du sorbier, jaune pâle, d'une bonne odeur, dans lesquelles il y a une graine semblable à celle de la poire… Les feuilles de l'espèce mâle et blanche, que certains appellent morion, sont claires, grandes, larges et lisses comme celles de la bette. Ses pommes sont deux fois plus grosses, de couleur safran, dégagent une odeur agréable relativement forte. Les bergers en mangent et s'endorment pour un certain temps. Sa racine est semblable à la précédente, mais plus grande et plus blanche. Elle n'a pas de tige non plus… ».
Pline l'Ancien, naturaliste romain, en donne une description très proche à la même époque :
« Il y a deux espèces : la blanche, considérée comme la mandragore mâle, et la noire, considérée comme la femelle, qui a des feuilles plus étroites que celles de la laitue, des tiges velues, et deux ou trois racines rougeâtres, blanches à l'intérieur, charnues et tendres, longues de près d'une coudée. Les deux portent des fruits de la grosseur des noisettes renfermant une graine comme un pépin de poire. ».
On a identifié l'espèce mâle ou blanche à Mandragora officinarum L. et l'espèce femelle ou noire à Mandragora automnalis Bertol., espèce qui maintenant n'est plus qu'une forme possible de M. officinarum L.
Dioscoride énumère de nombreuses maladies où la mandragore est d'un grand secours. Un verre d'une décoction obtenue en faisant réduire la racine dans du vin est utile « quand on ne peut dormir, ou pour amortir une douleur véhémente, ou bien avant de cautériser ou couper un membre, pour se garder de sentir la douleur ». La racine préparée avec du vinaigre guérit les inflammations de la peau, avec du miel ou de l'huile, elle est bonne contre les piqures de serpent, avec de l'eau, elle traite les écrouelles et les abcès. Le jus fait venir les menstrues et précipite l'accouchement. Prudemment, Dioscoride met en garde contre la toxicité de la plante « Toutefois, il faut se garder d'en boire trop, car il [le jus] ferait mourir la personne ».
Pline signale aussi des indications proches de celles de Dioscoride. L'usage comme narcotique et analgésique revient toujours :

« On conserve les feuilles dans la saumure, et elles ont plus d'effet sinon le suc des plantes fraîches est un dangereux poison ; et encore, ainsi conservées, leurs propriétés nocives portent à la tête, même par la simple odeur… L'effet soporifique varie avec les forces du sujet ; la dose moyenne est d'un cyathe. On la fait boire aussi contre les serpents et avant les incisions et les piqûres pour insensibiliser. »

Théophraste signale aussi des propriétés aphrodisiaques et Dioscoride indique qu'elle servait à confectionner des philtres.
À côté de ces observations très pertinentes (connaissant maintenant les composés actifs de la plante), on trouve dans les textes d'autres considérations très déconcertantes pour nous. Par exemple, Théophraste indique que lors de la cueillette il faut « tracer autour de la mandragore trois cercles avec une épée, couper en regardant vers le levant, danser autour de l'autre et dire le plus grand nombre possible de paroles grivoises ».
Ces pratiques étranges proviennent de l'histoire des sciences hellènes. De nombreux textes antiques étaient écrits par des philosophes, des naturalistes ou des médecins. Les naturalistes étudiaient les plantes pour elles-mêmes et insistaient sur l'importance de l'observation. D'autres, comme les médecins, s'efforçaient de concevoir une approche expérimentale permettant d'identifier correctement les plantes et d'observer leurs effets thérapeutiques sur les malades. La constitution de nouveaux domaines de connaissance scientifiques autonomes se fit donc en se libérant de la religion et de la magie. Mais après les conquêtes moyen-orientales d'Alexandre le Grand au IVe siècle av. J.-C., la pensée magique mésopotamienne et égyptienne fit une grande percée en Grèce. « À partir du IIIe siècle av. J.-C. précisément, la séduction de l'irrationnel sous des formes diverses commence à exercer des ravages jusque dans les milieux intéressés aux choses de l'esprit et à la connaissance du monde » (J. Beaujeu ).
Les magiciens pensaient qu'il existait des relations intimes entre les différents objets et les différents êtres vivants. Pour eux, les plantes sont des êtres animés doués d'une âme, car étroitement soumises à l'action de divinités ou de forces astrales. Comme les médecins, ils désiraient soigner les malades mais ils avaient une tout autre conception de la maladie. Comme le dit Guy Ducourthial « Ils considèrent qu'elle n'a pas de cause naturelle, mais qu'elle est envoyée aux humains par des divinités pour les punir de leurs fautes. Pour guérir les individus malades, ils prétendent pouvoir contraindre ces divinités à détourner l'influence néfaste qu'elles exercent sur eux, mais aussi « maîtriser » un certain nombre de plantes qu'ils ont sélectionnées, c'est-à-dire les soumettre à leurs injonctions et les obliger à abandonner leurs propriétés pour qu'ils puissent en disposer à leur gré. Pour atteindre leur but, ils doivent accomplir un certain nombre de gestes précis et souvent mystérieux, prononcer incantations et formules secrètes et réciter des prières particulières, notamment lors de la récolte des plantes qu'il faut effectuer à des moments particuliers ». Le cercle tracé autour de la plante crée un espace magiquement clos, enfermant la plante et permettant au magicien de s'en rendre maître.
Les rituels magiques donnés par Théophraste sont repris par Pline l'Ancien, mais Dioscoride s'abstient d'en parler. En tant que plante magique, la mandragore est appelée kirkaia, en référence à la magicienne Circé. Les astrologues ont attribué la mandragore au signe du Cancer (karkinos), qui régit le corps humain de la poitrine au ventre. Il en résulte qu'elle contrôle la rate, organe responsable des accès de mélancolie.

#### Moyen Âge occidental

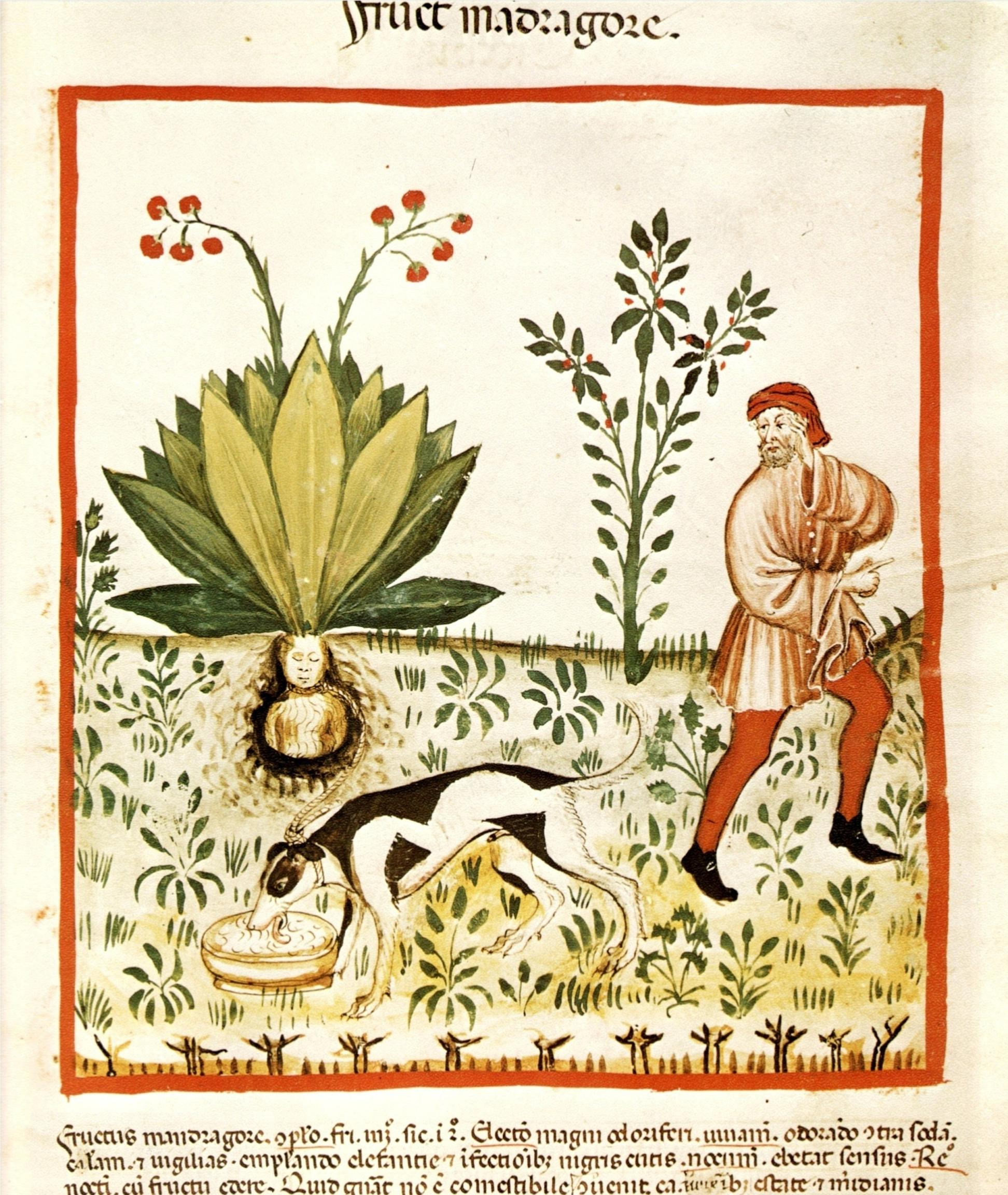
Arrachage d'une mandragore. Manuscrit Tacuinum Sanitatis, Bibliothèque nationale de Vienne, v. 1390.

Le rituel d'arrachage de la mandragore change dès le début du Moyen Âge et peut-être même avant en Palestine. Le collecteur de mandragore qui entend le cri effroyable poussé par la plante lorsqu'il l'arrache du sol peut devenir fou et s'expose à la mort. On recommande ainsi de se boucher les oreilles avec de la cire, de l'attacher à un chien et attirer l'animal au loin, la malédiction s'abattant ainsi sur l'animal. Les textes ajoutent même « que cette racine a en soi une telle puissance divine que, lorsqu'elle est extraite, au même moment, elle tue aussi le chien » (Herbarius Apulei, 1481). Le Quellec fait remonter l'ancienneté de cette tradition au début du VIe siècle. En l'an 520, le manuscrit de Dioscoride de Vienne est illustré de deux miniatures sur lesquelles on voit une racine de mandragore attachée au cou d'un chien mort, gueule béante.
Au Ier siècle, Flavius Josèphe avait déjà décrit dans la Guerre des Juifs, VII, 6, 183, un rituel identique appliqué à l'arrachage d'une plante qu'il appelle baaras. La plante est cependant mal identifiée et il n'est pas certain qu'il s'agisse de la mandragore comme Hugo Rahner (1954) l'a supposé.
Les précautions lors de la cueillette sont aussi énoncées dans les écrits de Paracelse (1493–1541). Pour se procurer la racine de mandragore si dangereuse, il fallait des rituels magiques. Celui qui arrache la mandragore sans précaution, s'il ne devient pas fou en entendant les hurlements de la plante, sera poursuivi par sa malédiction.

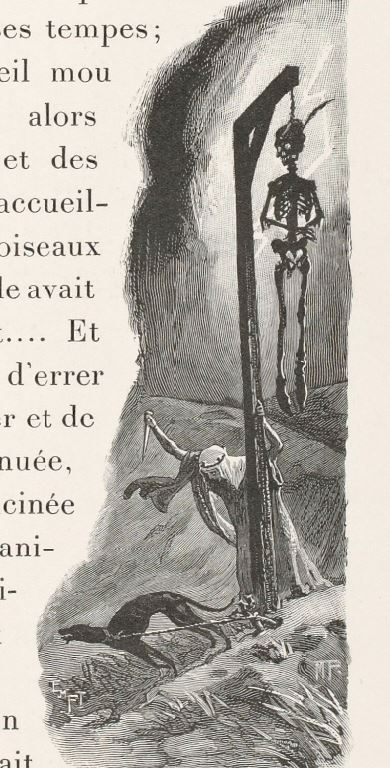
Sorcière récoltant une mandragore sous une potence

Selon les divers écrits décrivant les rituels, on sait qu'ils se déroulaient les nuits de pleine lune. Les mandragores qui poussaient au pied des gibets étaient très prisées car on les disait fécondées par le sperme des pendus, leur apportant vitalité, mais celles des places de supplice ou de crémation faisaient aussi parfaitement l'affaire. Des « prêtres » traçaient avec un poignard rituel trois cercles autour de la mandragore et creusaient ensuite pour dégager la racine, le cérémonial étant accompagné de prières et litanies. Une jeune fille était placée à côté de la plante pour lui tenir compagnie. On passait également une corde autour de la racine et on attachait l'autre extrémité au cou d'un chien noir affamé que l'on excitait au son du cor. Les prêtres appelaient alors au loin le chien pour qu'en tirant sur la corde il arrache la plante. La plante émettait lors de l'arrachage un cri d'agonie insoutenable, tuant l'animal et l'homme non éloigné aux oreilles non bouchées de cire. La racine devenait magique après lavage, macération et maturation en linceul ; elle représentait selon la théorie de la préformation, l'ébauche de l'homme, « petit homme planté » ou homonculus. Ainsi choyée, elle restait éternellement fidèle à son maître jouissant d'un talisman procurant santé, fécondité et prospérité prodigieuse. Elle était vendue très cher en raison du risque à la cueillette, et ce d'autant plus que la forme était humaine, de préférence sexuée par la présence de touffes judicieusement disposées. Le renom de cette plante tient à la convergence de deux facteurs : des racines anthropomorphiques issues de la petite graine des hommes pendus, la destinant, selon la théorie des signatures, à des potions et philtres magiques des sorciers ; une teneur en alcaloïdes puissamment hallucinogènes (Atropine, hyoscyamine, scopolamine, etc.), permettant aux sorcières de voler grâce à leur balai magique. À noter qu'au Moyen Âge, époque où la pendaison est commune, il est possible que cette plante nitrophile se développait sous le gibet, grâce à l'azote apporté par le sperme des pendus à qui une strangulation violente occasionnait une ultime éjaculation.
En Europe, on trouve à partir du IXe siècle dans la littérature médicale la description de narcose par inhalation d'une « éponge soporifique » (« spongia soporifera »). Une série de recettes allant du IXe au XVIe siècle et provenant de divers pays nous sont parvenues. La plupart se trouvent dans des manuels de chirurgie ou dans des antidotaires. La plus ancienne connue est celle de l'Antidotaire de Bamberg, Sigerist ; elle comporte de l'opium, de la mandragore, de la ciguë aquatique (cicute) et de la jusquiame. Au XIIe siècle, à l’école de médecine de Salerne, Nicolaus Praepositus, pronait aussi dans son Antidotarium l'usage d'une éponge soporifique dans certaines opérations chirurgicales. Elle était imbibée d'un mélange de jusquiame, de jus de mûre et de laitue, de mandragore et de lierre.

#### Début de l'époque moderne
Onguent des sorcières

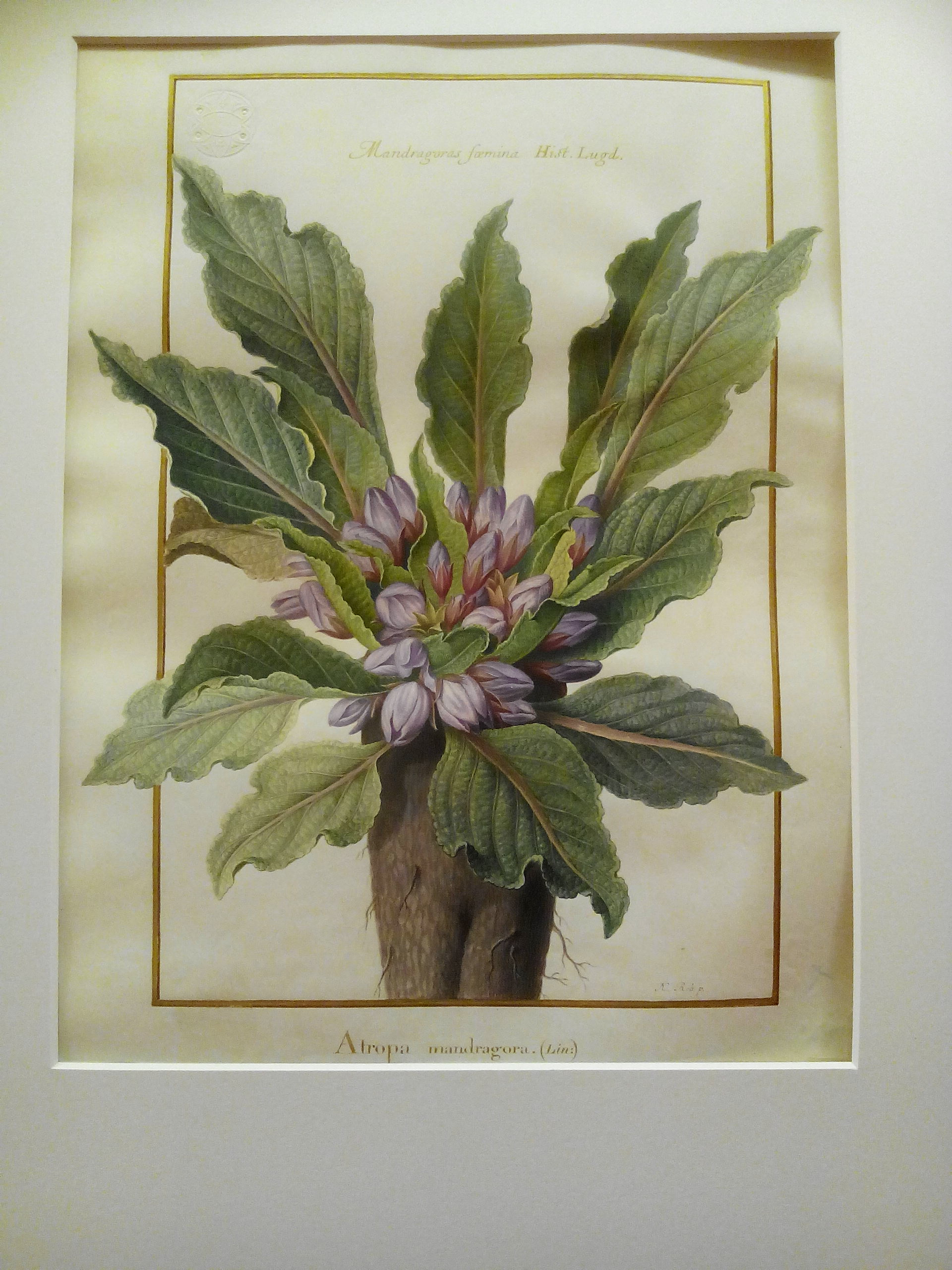
Mandragora officinarum, Nicolas Robert, pour le Recueil des vélins de la Bibliothèque de Louis XIV, 1676, BNF

On trouve aussi parfois la mandragore, la belladone et la jusquiame dans la composition d'onguents utilisés par les sorcières. Une croyance très répandue aux XVIe et XVIIe siècles, voulait que les sorcières s'enduisent le corps d'un onguent avant de s'envoler dans les airs, à cheval sur un balai ou une fourche, pour aller au sabbat. Il est suggéré que les effets des psychoactifs auraient été plus intenses si l’onguent avait été introduit dans le vagin , à l'aide d’un bâton ou d’un manche à balai.
Les accusations qui conduisaient les sorcières au bûcher comportaient deux composants : les maléfices et le pacte avec le Diable. L'action judiciaire s'ouvrait sur une plainte pour les maléfices répétées d'une jeteuse de sort qui était censée provoquer la mort de nouveau-nés, faire tomber la grêle sur les récoltes, etc. L'accusation d'assistance au sabbat n'apparaissait que plus tard, lorsque les juges ecclésiastiques s'emparaient du dossier. À l'époque, tout le monde croyait au Diable. Il ne faisait pas l'ombre d'un doute, qu'en concluant un pacte avec le Diable, la sorcière pouvait accomplir des maléfices redoutables et travailler à la ruine de l'Église et de l'État. Des dizaines de milliers de sorciers et sorcières furent ainsi envoyés au bûcher en toute bonne conscience des autorités. Seuls quelques scientifiques et médecins humanistes dénoncèrent ces persécutions et osèrent soutenir que le sabbat n'était qu'une illusion.
Le problème de la réalité du sabbat fut d'ailleurs posé à peu près en ces termes par des scientifiques dès le XVIe siècle, quant à savoir si la description d'assemblées démoniaques et de leur prodiges - vol, métamorphose en bête - a une réalité objective ou si elle est le résultat de la consommation de drogues hallucinogènes. Dès cette époque, un médecin et humaniste espagnol, Andrés Laguna, arrive à la conclusion que tout ce que croyaient faire les sorcières était le résultat de la prise de substances narcotiques, et donc que le sabbat était le produit de leur seule imagination. Laguna raconte, dans son commentaire de Dioscoride (1555), comment, se trouvant en Lorraine, il fut le témoin de l'arrestation et de la condamnation à mort sur le bûcher de deux vieillards accusés de sorcellerie. Il se procura alors l'onguent qui avait été trouvé dans l'ermitage où ils vivaient pour tester l'effet d'un tel produit. Il fit enduire entièrement une de ses patientes insomniaque. Celle-ci tomba aussitôt dans un profond sommeil et se réveilla trente-cinq heures plus tard en disant à son mari en souriant qu'elle l'avait cocufié avec un beau jeune homme. Pour Laguna le liniment était fabriqué avec « des herbes au dernier degré froides et soporifiques, comme sont la ciguë, la morelle endormante, la jusquiame et la mandragore ».